# Anivorano Nord
Anivorano Nord is een plaats in Madagaskar gelegen in het district Antsiranana II van de regio Diana. In 2001 telde de plaats bij de volkstelling ongeveer 15.000 inwoners.
In de plaats is basisonderwijs en voortgezet onderwijs voor jonge kinderen beschikbaar. 99% van de bevolking is landbouwer. Het belangrijkste gewas is rijst en tomaten, maar er worden ook pinda's en mais verbouwd. 1% van de bevolking is werkzaam in de dienstensector.